# Marat Bikmaev
Marat Bikmaev (en ruso: Марат Бикмаев; Taskent, RSS de Uzbekistán; 1 de enero de 1986) es un exfutbolista de Uzbekistán que jugaba en la posición de delantero y su último club fue el Lokomotiv Tashkent de la Liga de fútbol de Uzbekistán.

## Carrera

### Club
| Periodo   | Club                      | Apariciones | Goles |
| --------- | ------------------------- | ----------- | ----- |
| 2002–2004 | Pakhtakor Tashkent        | 39          | 14    |
| 2004–2005 | PFC Krylia Sovetov Samara | 5           | 0     |
| 2006–2007 | FC Rubin Kazan            | 0           | 0     |
| 2008–2010 | FC Spartak Nalchik        | 48          | 3     |
| 2010–2012 | Alania Vladikavkaz        | 56          | 13    |
| 2012–2013 | FC Aktobe                 | 21          | 0     |
| 2014–2018 | Lokomotiv Tashkent        | 152         | 82    |
| 2019      | Pakhtakor Tashkent        | 23          | 8     |
| 2020–2021 | Lokomotiv Tashkent        | 31          | 7     |
| 2022      | Dinamo Samarcanda         | 11          | 8     |
| 2023-2024 | Lokomotiv Tashkent        | 1           | 0     |

### Selección nacional
Jugó para Uzbekistán en 58 ocasiones de 2004 a 2019 y anotó nueve goles; participó en cuatro ediciones de la Copa Asiática.

## Logros

### Club
- Liga de fútbol de Uzbekistán (6): 2002, 2003, 2004, 2016, 2017, 2018
- Copa de Uzbekistán  (5): 2002, 2003, 2004, 2014, 2016
- Liga Premier de Kazajistán (1): 2013

### Individual
- Futbolista uzbeko del año: 2017
- Goleador de la Liga de fútbol de Uzbekistán: 2017 (27 goles)

## Estadísticas

### Partidos internacionales por año
| Uzbekistán | Uzbekistán  | Uzbekistán |
| Año        | Apariciones | Goles      |
| ---------- | ----------- | ---------- |
| 2004       | 6           | 1          |
| 2005       | 5           | 0          |
| 2006       | 2           | 0          |
| 2007       | 5           | 0          |
| 2008       | 2           | 0          |
| 2009       | 1           | 0          |
| 2010       | 0           | 0          |
| 2011       | 4           | 1          |
| 2012       | 3           | 0          |
| 2013       | 2           | 0          |
| 2014       | 0           | 0          |
| 2015       | 2           | 0          |
| 2016       | 7           | 3          |
| 2017       | 6           | 0          |
| 2018       | 8           | 4          |
| 2019       | 3           | 0          |
| Total      | 56          | 9          |

### Goles con selección nacional
| No | Fecha      | Sede                                            | Rival           | Marcador | Resultado | Torneo                                               |
| -- | ---------- | ----------------------------------------------- | --------------- | -------- | --------- | ---------------------------------------------------- |
| 1. | 8-9-2004   | Ahmed bin Ali Stadium, Al Rayyan, Catar         | Palestina       | 3–0      | 3–0       | Clasificación para la Copa Mundial de Fútbol de 2006 |
| 2. | 23-7-2011  | Pakhtakor Markaziy Stadium, Taskent, Uzbekistán | Kirguistán      | 2–0      | 4–0       | Clasificación para la Copa Mundial de Fútbol de 2014 |
| 3. | 24-7-2016  | Milliy Stadium, Taskent, Uzbekistán             | Irak            | 1–0      | 2–1       | Amistoso                                             |
| 4. | 11-10-2016 | Milliy Stadium, Tashkent, Uzbekistán            | China           | 1–0      | 2–0       | Clasificación para la Copa Mundial de Fútbol de 2018 |
| 5. | 15-11-2016 | Seoul World Cup Stadium, Seúl, Corea del Sur    | Corea del Sur   | 1–0      | 1–2       | Clasificación para la Copa Mundial de Fútbol de 2018 |
| 6. | 6-9-2018   | Milliy Stadium, Taskent, Uzbekistán             | Siria           | 1–0      | 1–1       | Amistoso                                             |
| 7. | 13-10-2018 | Milliy Stadium, Taskent, Uzbekistán             | Corea del Norte | 1–0      | 2–0       | Amistoso                                             |
| 8. | 13-10-2018 | Milliy Stadium, Taskent, Uzbekistán             | Corea del Norte | 2–0      | 2–0       | Amistoso                                             |
| 9. | 16-10-2018 | Milliy Stadium, Taskent, Uzbekistán             | Catar           | 2–0      | 2–0       | Amistoso                                             |